# 熊本剛
熊本 剛（くまもと たけし、1984年1月6日 - ）は、兵庫県高砂市出身の陸上競技選手。専門は長距離種目。兵庫県立西脇工業高等学校、日本体育大学卒業。大学卒業後はトヨタ自動車陸上長距離部に所属。現在は現役を退き、同部のコーチを務める。

## 人物・来歴
駅伝の強豪校である兵庫県立西脇工業高等学校を経て日本体育大学に進学。なお、現在サンベルクスに所属している北村聡と小学校から大学まですべて同じ学校に通っている。大学時代は箱根駅伝に4年連続出場。4年間すべて異なる区間を走り、その全てで区間順位一桁の走りをしている。(1年-7区4位/2年-4区4位/3年-2区6位/4年-10区4位)
大学卒業後、トヨタ自動車に入社。2011年元日のニューイヤー駅伝では最終区間7区を担当。前年にも7区を担当し初優勝のゴールテープを切った小野裕幸(日清食品グループ)・前々年の優勝チーム富士通の優勝時のメンバー福井誠とのゴール地点群馬県庁直前までもつれ込んだ接戦をラストスパートで制し、トヨタ自動車史上初となるニューイヤー駅伝優勝のゴールテープを切った。2位富士通とのタイム差はわずか1秒という激戦であった。また、史上初の優勝に加え熊本自身も区間賞を獲得した
2014年3月のびわこ毎日マラソンをアキレス腱痛で欠場した。
2015年ニューイヤー駅伝で、若手を中心としたオーダーで挑んだトヨタ自動車が2度目の優勝を果たすのを見届ける形で同年3月に現役を引退。引退後もトヨタ自動車に残りコーチを務める。

## 記録
- 5000m - 13分54秒66（2004年：日体大記録会）
- 10000m - 28分54秒88（2006年：アシックスチャレンジ）
- ハーフマラソン - 1時間2分27秒（2007年：全日本実業団ハーフマラソン）
- マラソン - 2時間10分13秒（2012年：東京マラソン）